# Стур (Сафок)
Стур (енгл. River Stour) је река у Уједињеном Краљевству, у Енглеској. Дуга је 76 km. Улива се у Северно море. 